# الخائنة الأمريكية: محاكمة اكسز سالي (فلم 2021)
الخائن الأمريكي: محاكمة اكسز سالي (بالإنجليزية: American Traitor: The Trial of Axis Sally) فيلم دراما لعام 2021 من إخراج مايكل بولش، ومن سيناريو لفانس أوين وداريل هيكس، استنادًا إلى كتاب «أكسز سالي: سري Axis Sally Confidential» بقلم ويليام إي أوين. الفيلم من بطولة النجوم آل باتشينو، وميدو ويليامز، وسوين تيميل، وتوماس كريتشمان، وميتش بيليجى.
صدر في الولايات المتحدة 28 مايو 2021.

## طاقم التمثيل
آل باتشينو: في دور جيمس لافلين (المحامي ممثل دفاع جيلارز عن تهمة الخيانة)
ميدو ويليامز: في دور ميلدريد جيلارز
سوين تيميل: في دور بيلي أوين
توماس كريتشمان: في دور جوزيف جوبلز (رئيس الدعاية النازية)
ميتش بيلجي: في دور جون كيلي (المدعي العام في محاكمة جيلارز)
لالا كينت: في دور إلفا
كارستن نورجارد: في دور ماكس أوتو كويشويتز
درو تايلور: في دور راندي
جاسبر بوليش: في دولر إيفريت لافلين
جون دي هيكمان: في دور فورمان جونز من لجنة التحكيم
جيسي ماكيني: في دور ديلبرت
دونات بالاج: في دور جيمي
درو تايلور: في دور راندي
سيويل ويتني: في دور القاضي إدوارد م.كوران
جيفري هولسمان: في دور بيليف
بريان دين ريتنهاوس: في دور جندي الجيش رقم 11

## أحداث الفيلم
يبدأ الأحداث بصوت أكسز سالي (ميدو ويليامز) عبر إذاعة برلين وهي تخاطب الأمريكيين قائلة: «لا يوجد سبب للأمريكيين للتورط في هذه الفوضى... لا أريد أن أرى حياتكم تضيع في القتال مع الجيش الألماني الذي لا يهزم». يتقدم جنود أمريكيين في المشهد التالي للقبض عليها، وهي الفتاة الأمريكية التي رحلت إلى أوروبا، ثم ألمانيا لتعمل في الغناء ويتنبأ لها صديقها الأمريكي ماكس أوتو كويشويتز (كارستن نورجارد) بنجوميتها بعد الحرب في ملاهي برودواي.
تخضع أكسز سالي للمحاكمة في أمريكا بإسمها الحقيقي (ميلدريد جيلارز)، وبعدد ثماني تهم بالخيانة تصل عقوبتها إذا أدينت بالشنق. تعود المشاهد للماضي عندما يلتقي بها مدير الدعاية للرايخ الثالث «جوزيف جوبلز» (توماس كريتشمان) رئيس آلة الدعاية النازية المقرب لهتلر، ويتطلع على تاريخها ويقوم بتوظيفها للغناء والدعاية للجيش الألماني، وبث روح التراجع في نفوس الجنود الأمريكيين.
يتقدم المحامي المخضرم جيمس لافلين (آل باتشينو) للدفاع عن سالي، ويقول ان هذه القضية تضعه في قمة الشهرة، وتقول له سالي عند قدومه لتوقيع أوراق توكيله للدفاع عنها: «في الواقع، أراهن أن من يدفع أكثر يمكنه شراؤك». يلحق بالمحامي لافلين، الشاب الذي يعرج «بيلي أوين» (سوين تيميل) ليعمل مساعداً له بدلاً من المساعد القديم الذي سجن. تسير جلسات المحاكمة ليس لصالح المتهمة جيلارز، وتستمر ذكريات الماضي في ألمانيا النازية تلاحقها وهي تقدم كلماتها للجنود الأمريكيين من برلين، ليدخل الأستوديو جوبلز ويعنفها على الخروج على النص، ويمزق ثيابها، ويطرحها على طاولة الأستوديو، ويعاشرها بقسوة.
يطلب المحامي لافلين من مساعده الشاب أن يرد على أفتتاحية الجلسات، رداً على مقالة مطولة لممثل الادعاء، يقرأ من كلمات بسيطة كتبها لافلين يستخف فيها من رجال الادعاء. تستمر الجلسات، وتستمر إعادة الذكريات، ويتفاعل المحامي الشاب الذي يهاجم رئيسه لافلين الذي يبدو ليس له خطة للفوز.
يأتي يوم الجلسة الأخيرة ويقف لافلين يرد على خطاب الادعاء قائلاً: «من يفكر، عليه ان يفكر في دخول هذه الحرب، كما يفعلون بالانتحار، قالت اليانور روزفلت ذلك.. لا تعتقد أبداً أن هذه الحروب مهما كانت مبررة، ليست جريمة.. لا تعتقد أبداً أنها ليست جريمة.. وهذا أرنست هيمنجواي»، لم يحاكم أحد هؤلاء، بينما نحاكم السيدة جيلارز وكانت كلماتها مكتوبة لها، والمسدس على رأسها لكي لا تترك كلمة.
تنتهي المحاكمة برفض اتهام جيلارز في سبعة تهم، ويؤكد المحلفين بجريمتها الثامنة لتنال حكم 30 سنة وراء القضبان، ويحصل لافلين على شهرته المنشودة.

## الإنتاج
حصلت شركة أفلام أيفو في مايو 2017، على سيناريو فانس أوين وداريل هيكس بناءً على كتاب ويليام إي أوين. انضم آل باتشينو وميدو ويليامز وسوين تيميل إلى طاقم الفيلم في نوفمبر 2018، مع إخراج مايكل بولش. انضم كل من توماس كريتشمان وميتش بيلجي ولالا كينت إلى فريق عمل الفيلم في فبراير 2019. انضم كاريستن نورجارد في أبريل 2019، إلى فريق عمل الفيلم، كما قام كوبيلاي أونير بوضع موسيقى الفيلم.
بدأ التصوير الرئيسي للفيلم في دورادو، بورتوريكو في فبراير 2019.
أستحوذت شركة فيرتكال للترفيه، وشركة ريدبوكس للترفيه على حقوق توزيع الفيلم في أمريكا الشمالية، وجهزته للإصدار في 28 مايو 2021.

## استقبال الفيلم
منح موقع الطماطم الفاسدة الفيلم تقييماً مقداره 17% بناءاً على آراء 12 ناقداً سينمائياً، ومنح موقع ميتاكريتيك الفيلم تقييماً مقداره 35% بناءاً على آراء أربعة نقاد.
كتب موقع روجر إيبرت: «شخصيات الفيلم أقل إقناعًا، ولا يتطرق الفيلم أبدًا إلى قضايا الموافقة والذنب والعدالة التي يطلب منا النظر فيها بعمق»، ومنح الفيلم نجمتين من أصل أربعة نجوم.

## وصلات خارجية
https://www.imdb.com/title/tt7050946/ الخائنة الأمريكية: محاكمة اكسز سالي (فيلم 2021)
https://www.rottentomatoes.com/m/american_traitor_the_trial_of_axis_sally الخائنة الأمريكية: محاكمة اكسز سالي (فيلم 2021)
https://www.metacritic.com/movie/american-traitor-the-trial-of-axis-sally الخائنة الأمريكية: محاكمة اكسز سالي (فيلم 2021)
https://www.rogerebert.com/reviews/american-traitor-the-trial-of-axis-sally-movie-review-2021 الخائنة الأمريكية: محاكمة اكسز سالي (فيلم 2021)